# Vysoká (Javorník)
Vysoká (německy Wissoka) je malá vesnice, část obce Javorník v okrese Ústí nad Orlicí. Nachází se asi 1,5 kilometru jihozápadně od Javorníku. Vysoká leží v katastrálním území Javorník u Vysokého Mýta o výměře 5,49 km².

## Historie
První písemná zmínka o vesnici pochází z roku 1547.

## Pamětihodnosti
Ve vesnici je vyhlášena vesnická památková zóna. Bývalý hostinec čp. 1 je chráněn jako kulturní památka.